# كينغو تاكيدا
كينغو تاكيدا (باليابانية: 武田健吾؛ بالكانا: たけだ けんご) هو لاعب كرة قاعدة ياباني، ولد في 18 أبريل 1994 في تشيكوغو في اليابان.

## وصلات خارجية
- كينغو تاكيدا على موقع الدوري الياباني لكرة القاعدة (الإنجليزية)
- كينغو تاكيدا على موقعبيزبول رفرنس.كوم (الدوري الثانوي) (الإنجليزية)